# WNBA Draft 2025
Der WNBA Draft 2025 war die 29. Talentziehung der Women’s National Basketball Association und fand am 14. April 2025 im Kulturzentrum The Shed in New York statt. Auch in diesem Jahr wurde der gesamte Draft landesweit auf ESPN ausgestrahlt.

## Draft-Lotterie
Die Auslosung zur Bestimmung der Auswahlreihenfolge der ersten vier Plätze fand am 17. November 2024 statt. Für die Lotterie qualifizierten sich die folgenden vier Teams, die in der Saison 2024 nicht an den Playoffs teilgenommen hatten: Los Angeles Sparks, Dallas Wings, Chicago Sky und Washington Mystics.
| Lotteriechancen    | Lotteriechancen    | Lotteriechancen |
| Team               | Bilanzen 2023/2024 | Gewinnchance    |
| ------------------ | ------------------ | --------------- |
| Los Angeles Sparks | 25–55              | 44,2 %          |
| Dallas Wings       | 31–49              | 22,7 %          |
| Chicago Sky        | 31–49              | 22,7 %          |
| Washington Mystics | 33–47              | 10,4 %          |

Die Dallas Wings gewannen die Lotterie zum zweiten Mal (nach 2021) in der Geschichte der Franchise und sicherten sich damit das Erstwahlrecht im WNBA Draft 2025. Insgesamt hatten die Dallas Wings eine Chance von 45,4 Prozent auf den Gewinn der Lotterie, da sie neben ihrem eigenen Auswahlrecht auch noch ein Tauschrecht mit den Chicago Sky hielten. Die weitere Reihenfolge sah wie folgt aus: Los Angeles Sparks, Chicago Sky und Washington Mystics.

## Golden State Expansion Draft
Da die Golden State Valkyries in dieser Saison als dreizehntes Franchise neu der Liga beitraten, fand vor dem WNBA Draft noch ein Expansion Draft für die Golden State Valkyries statt. Golden State wurde damit die Möglichkeit geboten, eine Spielerin von jeder anderen Franchise zu erwerben. Dabei konnte aber jedes Franchise vorab bis zu sechs ihrer Spielerinnen als nicht-auswählbar schützen.
Der Golden State Expansion Draft fand am 6. Dezember 2024 statt und wurde landesweit von ESPN übertragen. Die Golden State Valkyries wählten dabei die folgenden elf Spielerinnen von den anderen Franchises – bis auf Seattle Storm – aus.
| Pick | Spielerin           | Nation                 | Pos. | WNBA-Team          |
| ---- | ------------------- | ---------------------- | ---- | ------------------ |
| 1    | Iliana Rupert       | Frankreich             | C    | Atlanta Dream      |
| 2    | Maria Conde         | Spanien                | F    | Chicago Sky        |
| 3    | Veronica Burton     | Vereinigte Staaten     | G    | Connecticut Sun    |
| 4    | Carla Leite         | Frankreich             | G    | Dallas Wings       |
| 5    | Temi Fagbenle       | Vereinigtes Konigreich | C    | Indiana Fever      |
| 6    | Kate Martin         | Vereinigte Staaten     | G    | Las Vegas Aces     |
| 7    | Stephanie Talbot    | Australien             | F    | Los Angeles Sparks |
| 8    | Cecilia Zandalisini | Italien                | F    | Minnesota Lynx     |
| 9    | Kayla Thornton      | Vereinigte Staaten     | F    | New York Liberty   |
| 10   | Monique Billings    | Vereinigte Staaten     | F    | Phoenix Mercury    |
| 11   | Julie Vanloo        | Belgien                | G    | Washington Mystics |

## Eingeladene Spielerinnen
Die WNBA hatte die folgenden Spielerinnen zur Teilnahme am Draft 2025 eingeladen:
| Nation             | Spielerin           | Ehemaliges Team                   |
| ------------------ | ------------------- | --------------------------------- |
| Australien         | Georgia Amoore      | Kentucky Wildcats                 |
| Vereinigte Staaten | Sarah Ashlee Barker | Alabama Crimson Tide              |
| Vereinigte Staaten | Paige Bueckers      | UConn Huskies                     |
| Vereinigte Staaten | Sonia Citron        | Notre Dame Fighting Irish         |
| Vereinigte Staaten | Sania Feagin        | South Carolina Gamecocks          |
| Vereinigte Staaten | Kiki Iriafen        | USC Trojans                       |
| Vereinigte Staaten | Azaiha James        | NC State Wolfpack                 |
| Frankreich         | Dominique Malonga   | Lyon ASVEL Féminin (Frankreich)   |
| Vereinigte Staaten | Aneesah Morrow      | LSU Tigers                        |
| Vereinigte Staaten | Te-Hina Paopao      | South Carolina Gamecocks          |
| Vereinigte Staaten | Saniya Rivers       | NC State Wolfpack                 |
| Vereinigte Staaten | Madison Scott       | Ole Miss Rebels                   |
| Vereinigte Staaten | Shyanne Sellers     | Maryland Terrapins                |
| Slowenien          | Ajša Sivka          | Tarbes Gespe Bigorre (Frankreich) |
| Vereinigte Staaten | Serena Sundell      | Kansas State Wildcats             |
| Vereinigte Staaten | Hailey Van Lith     | TCU Horned Frogs                  |

## WNBA Draft
In den drei Runden des WNBA Draft 2025 wurden am 14. April 2025 die folgenden 38 Spielerinnen ausgewählt:

### Runde 1
| Pick | Spielerin           | Nation             | WNBA-Team                              | College / Profiverein             |
| ---- | ------------------- | ------------------ | -------------------------------------- | --------------------------------- |
| 1    | Paige Bueckers      | Vereinigte Staaten | Dallas Wings                           | UConn                             |
| 2    | Dominique Malonga   | Frankreich         | Seattle Storm (von Los Angeles Sparks) | Lyon ASVEL Féminin (Frankreich)   |
| 3    | Sonia Citron        | Vereinigte Staaten | Washington Mystics (von Chicago Sky)   | Notre Dame                        |
| 4    | Kiki Iriafen        | Vereinigte Staaten | Washington Mystics                     | USC                               |
| 5    | Justė Jocytė        | Litauen            | Golden State Valkyries                 | Lyon ASVEL Féminin (Frankreich)   |
| 6    | Georgia Amoore      | Australien         | Washington Mystics (von Atlanta Dream) | Kentucky                          |
| 7    | Aneesah Morrow      | Vereinigte Staaten | Connecticut Sun (von Phoenix Mercury)  | LSU                               |
| 8    | Saniya Rivers       | Vereinigte Staaten | Connecticut Sun (von Indiana Fever)    | NC State                          |
| 9    | Sarah Ashlee Barker | Vereinigte Staaten | Los Angeles Sparks (von Seattle Storm) | Alabama                           |
| 10   | Ajša Sivka          | Slowenien          | Chicago Sky (von Connecticut Sun)      | Tarbes Gespe Bigorre (Frankreich) |
| 11   | Hailey Van Lith     | Vereinigte Staaten | Chicago Sky (von Minnesota Lynx)       | TCU                               |
| 12   | Aziaha James        | Vereinigte Staaten | Dallas Wings (von New York Liberty)    | NC State                          |

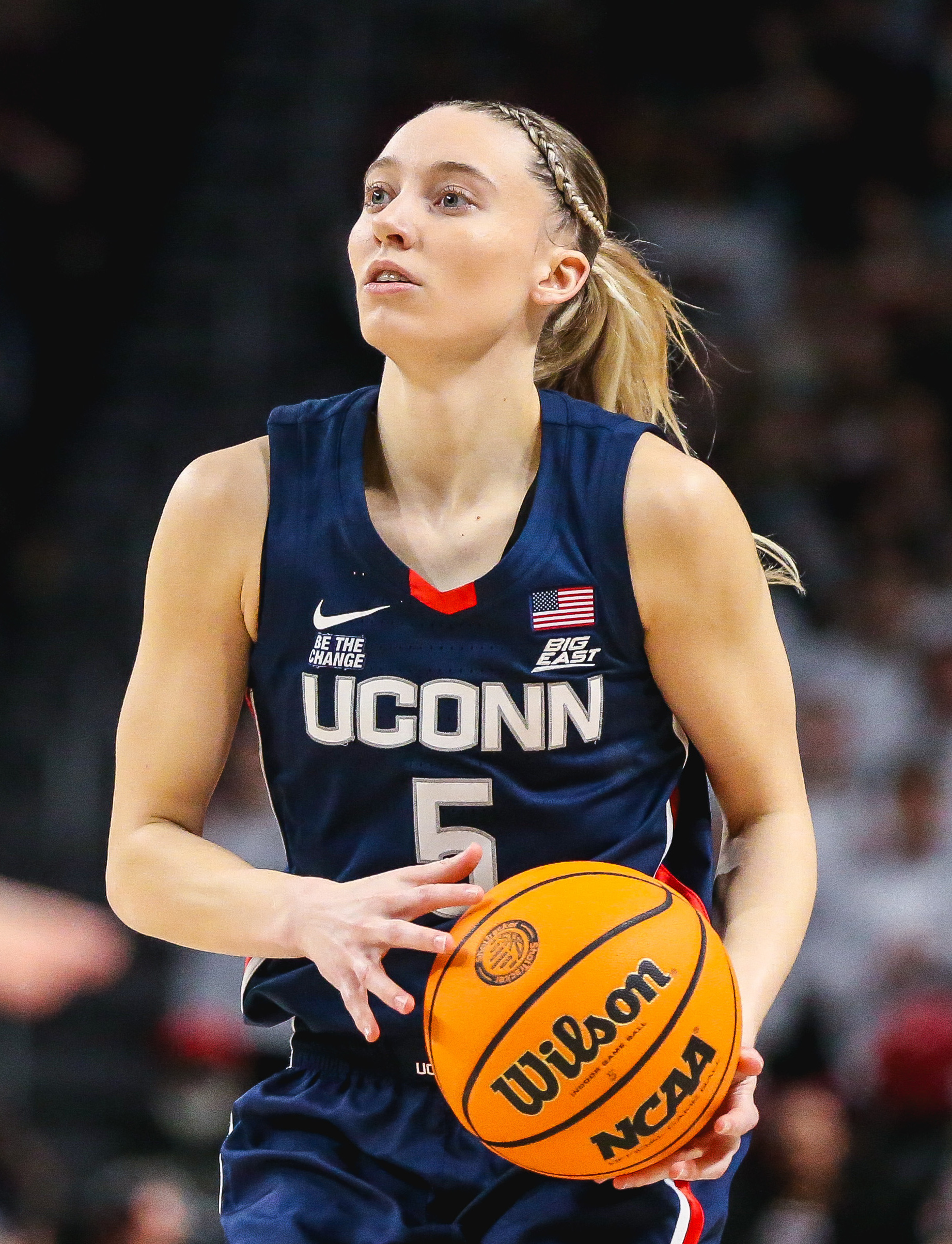
Paige Bueckers wurde von den Dallas Wings als Nummer 1 des 2025er WNBA-Drafts ausgewählt

Das diesjährige Erstrundenwahlrecht der Las Vegas Aces wurde wegen Verstößen der Franchise gegen Ligaregeln entzogen.

### Runde 2
| Pick | Spielerin              | Nation             | WNBA-Team                                | College / Profiverein        |
| ---- | ---------------------- | ------------------ | ---------------------------------------- | ---------------------------- |
| 13   | Aaliyah Nye            | Vereinigte Staaten | Las Vegas Aces (von Los Angeles Sparks)  | Alabama                      |
| 14   | Madison Scott          | Vereinigte Staaten | Dallas Wings                             | Ole Miss                     |
| 15   | Anastasiia Olairi Kosu | Russland           | Minnesota Lynx (von Chicago Sky)         | UMMC Ekaterinburg (Russland) |
| 16   | Maddy Westbeld         | Vereinigte Staaten | Chicago Sky (von Washington Mystics)     | Notre Dame                   |
| 17   | Shyanne Sellers        | Vereinigte Staaten | Golden State Valkyries                   | Maryland                     |
| 18   | Te-Hina Paopao         | Vereinigte Staaten | Atlanta Dream                            | South Carolina               |
| 19   | Makayla Timpson        | Vereinigte Staaten | Indiana Fever (von Phoenix Mercury)      | Florida State                |
| 20   | Bree Hall              | Vereinigte Staaten | Indiana Fever                            | South Carolina               |
| 21   | Sania Feagin           | Vereinigte Staaten | Los Angeles Sparks (von Seattle Storm)   | South Carolina               |
| 22   | Aicha Coulibaly        | Mali               | Chicago Sky (von Las Vegas Aces)         | Texas A&M                    |
| 23   | Lucy Olsen             | Vereinigte Staaten | Washington Mystics (von Connecticut Sun) | Iowa                         |
| 24   | Dalayah Daniels        | Vereinigte Staaten | Minnesota Lynx                           | Washington                   |
| 25   | Rayah Marshall         | Vereinigte Staaten | Connecticut Sun (von New York Liberty)   | USC                          |

### Runde 3
| Pick | Spielerin        | Nation             | WNBA-Team                                | College / Profiverein                   |
| ---- | ---------------- | ------------------ | ---------------------------------------- | --------------------------------------- |
| 26   | Serena Sundell   | Vereinigte Staaten | Seattle Storm (von Los Angeles Sparks)   | Kansas State                            |
| 27   | JJ Quinerly      | Vereinigte Staaten | Dallas Wings                             | West Virginia                           |
| 28   | Liatu King       | Vereinigte Staaten | Los Angeles Sparks (von Chicago Sky)     | Notre Dame                              |
| 29   | Madison Conner   | Vereinigte Staaten | Seattle Storm (von Washington Mystics)   | TCU                                     |
| 30   | Kaitlyn Chen     | Vereinigte Staaten | Golden State Valkyries                   | UConn                                   |
| 31   | Aaronette Vonleh | Vereinigte Staaten | Dallas Wings (von Atlanta Dream)         | Baylor                                  |
| 32   | Zaay Green       | Vereinigte Staaten | Washington Mystics (von Phoenix Mercury) | Alabama                                 |
| 33   | Yvonne Ejim      | Kanada             | Indiana Fever                            | Gonzaga                                 |
| 34   | Jordan Hobbs     | Vereinigte Staaten | Seattle Storm                            | Michigan                                |
| 35   | Harmoni Turner   | Vereinigte Staaten | Las Vegas Aces                           | Harvard                                 |
| 36   | Taylor Thierry   | Vereinigte Staaten | Atlanta Dream (von Connecticut Sun)      | Ohio State                              |
| 37   | Aubrey Griffin   | Vereinigte Staaten | Minnesota Lynx                           | UConn                                   |
| 38   | Adja Kane        | Frankreich         | New York Liberty                         | Landerneau Bretagne Basket (Frankreich) |